# Diệp Hách
Diệp Hách (tiếng Mãn: ᠶᡝᡥᡝ, phiên âm: Yehe, giản thể: 叶赫; phồn thể: 葉赫; bính âm: Yèhè) là một thị tộc Ná Lạp Nữ Chân, cư trú và lấy tên theo tại Diệp Hách Hà (nay thuộc quận Thiết Đông, Tứ Bình, Cát Lâm).

## Lịch sử
Diệp Hách có lịch sử lâu dài, vào thời nhà Kim, Diệp Hách là bộ tộc Nữ Chân sinh sống tại Đông Bắc. Vào thời sau nhà Minh, Diệp Hách là một trong bốn bộ thuộc Hải Tây Nữ Chân, do tiên tổ là Thổ Mặc Đặc (Tumed) thị thành lập, gia tộc Diệp Hách Na Lạp thị kiểm soát. Các bối lặc kế tiếp nhau là Dương Cát Nỗ và Thanh Giai Nỗ và các vị khác đã xây dựng nên Diệp Hách thành, phát triển lớn mạnh, từng xưng hùng trong số các bộ tộc Nữ Chân.
Về sau, khi Nỗ Nhĩ Cáp Xích của Kiến Châu Nữ Chân nổi lên, trong trận Cổ Lặc Sơn, thủ lĩnh Diệp Hách cùng liên quân chín bộ đã thảm bại trước Kiến Châu, sau đó Diệp Hách suy lạc. Cuối cùng, năm 1619, bị Kiến Châu Nữ Chân thôn tính, bối lặc cuối cùng là Kim Đài Cát, Bố Dương Cổ tự sát. Đáng chú ý là, không như các bộ tộc Nữ Chân khác, từ Dương Cát Nỗ, Thanh Giai Nỗ đến thời Kim Đài Cát, Bố Dương Cổ, Diệp Hách luôn đồng tôn lưỡng vị bối lặc, phân ở hai thành đông và tây.
Hiện nay, tại trấn dân tộc Mãn Diệp Hách thuộc huyện Lê Thụ của tỉnh Cát Lâm vẫn còn di chỉ của cổ thành Diệp Hách.